# Дарничанка (заказник)
Дарничанка — ландшафтний заказник місцевого значення в Україні. Розташований в Дарницькому районі Києва.

## Історія
Заказник був створений рішенням Київської міської ради № 2745/2786 від 7.10.2021.

## Опис
Розташований на території Микільського лісництва (квартали 12, 13, 14, 15, 16) та  Дніпровського лісництва (квартали 8, 9, 11, 17, 24, 14, 15, 21). Перебуває у віданні комунального підприємства «Дарницьке лісопаркове господарство».
Площа заказника 115 га. 
Об’єкт розташований на боровій терасі Дніпра, якою проклала своє русло річка – притока річки Дарниця.

## Рослинний та тваринний світ
Основним компонентом рослинності урочища є розвинені 3–4-ярусні дубово-соснові ліси. Тут є старі екзмемпляри сосний звичайної та дуба черешчатого. Тутешні мішані ліси являють собою біотоп «Сарматські ліси степової зони з Pinus sylvestris» — G3.4232, який охороняється Додатком 1 до Резолюції №4 Бернської конвенції. На території є також болотяно-озерні біотопи. Біотопи непорушених водойм охороняються згідно європейської Оселищної Директиви. Вільшаник — біотоп, який в Києві майже повсюдно винищений і потребує охорони.
Травостій за участі таких видів: конвалія звичайна, перстач білий.
Ліси віддалені від житлової забудови, тож є місцем гніздування червонокнижних видів птахів. На територію заказника заходить червонокнижний лось.